# زي إدواردو (لاعب كرة قدم مواليد 1999)
زي إدواردو هو لاعب كرة قدم برازيلي، ولد في 1999 في ناتال في البرازيل. لعب مع أمريكا دي ناتال ‏.